# Siderocastro
Siderocastro (en griego: Σιδηρόκαστρον) fue un asentamiento fortificado medieval en el monte Eta en la Grecia Central.
Siderocastro es mencionado por primera vez en el siglo XIII. Algunos académicos lo han identificado con un lugar en el Monte Knemis (Buchon), Delfos o Arájova (Gregorovius) o Heraclea Traquinia (Neroutsos),  pero sobre la base de la descripción de la Crónica de Morea, es más probable que se identifique con el arruinado asentamiento fortificado en una meseta rocosa que se encuentra en el extremo oriental del monte Eta, a orillas del curso superior del río Asopos cerca de los pueblos modernos de Pavliani y Koumaritsi. Esta identificación fue hecha por G. Kolias en 1933.
Su nombre («Castillo de Hierro» en griego), posiblemente deriva del paso cerca de Sideroporta, que le daba una cierta importancia estratégica, ya que controlaba las carreteras de montaña desde el río Asopos hasta el río Cefiso, y Dyo Vouna. Es uno de los castillos popularmente conocidos como «Kastro tis Orias».
Es mencionado por primera vez en 1275 como uno de los castillos cedidos por el gobernante de Tesalia, Juan I Ducas, al Ducado de Atenas, como dote de su hija Helena Comnena Ducaina. En algún momento entre 1318 y 1327, fue conquistada por la Compañía Catalana, que había asumido el control de Atenas. Con excepción de una (incierta) breve ocupación por incursores albaneses en 1367, se mantuvo en manos de varias familias catalanas por lo menos hasta 1382, y, posiblemente, hasta la conquista otomana del Condado de Salona en 1392. Fue abandonada después de que perdiera su importancia como una fortaleza fronteriza.
Hoy en día el sitio está abandonado y únicamente es accesible desde Pavliani. Hasta la Segunda Guerra Mundial, gran parte de las fortificaciones sobrevivieron, pero hoy solo unos pocos restos de dos muros defensivos, que corren en dirección norte-sur, sobreviven.